# Pachygrapsus planifrons
Pachygrapsus planifrons är en kräftdjursart som beskrevs av De Man 1888. Pachygrapsus planifrons ingår i släktet Pachygrapsus och familjen ullhandskrabbor. Inga underarter finns listade i Catalogue of Life.